# 目白警察署
目白警察署（めじろけいさつしょ）は、警視庁が管轄する警察署の一つである。第五方面本部所属。
豊島区の南部から西部を管轄しており、豊島区役所も管内にある。
署員数およそ280名、識別章所属表示はQH。

## 所在地
東京都豊島区目白二丁目10番2号
最寄駅：山手線・目白駅

## 施設
- 代用監獄（留置場）

## 管轄区域
- 東池袋四丁目の一部（1から4番）、五丁目の一部（1から18・20から24番）（東池袋一丁目は池袋警察署の管轄。東池袋二・三丁目と前記以外の四丁目は池袋警察署と巣鴨警察署 の管轄。前記以外の東池袋五丁目は巣鴨警察署の管轄）
- 南池袋一・二丁目（各一部を除く）、三・四丁目（南池袋一・二丁目の各一部は池袋警察署の管轄）
- 雑司が谷一・二・三丁目（全域）
- 高田一・二・三丁目（全域）
- 目白一・二丁目、三・四丁目（各一部を除く）、五丁目（目白三・四丁目の各一部は池袋警察署の管轄）
- 西池袋二・四丁目（各一部を除く）、五丁目の一部（25から31番）（西池袋一・三丁目、二・四丁目の各一部と、前記以外の五丁目は池袋警察署の管轄）
- 池袋三丁目の一部（3・11・12・15から18番）（それ以外の池袋は池袋警察署の管轄）
- 南長崎一・二・三・四・五・六丁目（全域）
- 長崎一・二・三・四・五・六丁目（全域）
- 千早一・二・三・四丁目（全域）
- 要町一・二・三丁目（全域）
- 千川一・二丁目（全域）
- 高松一・二・三丁目（全域）

## 沿革
- 1923年10月20日 - 巣鴨警察署高田分署として創設。
- 1925年10月1日 - 高田警察署に改称。
- 1933年1月1日 - 目白警察署に改称。
- 1986年12月10日 - 現庁舎完成。

## 組織
- 警務課
- 交通課
- 警備課
- 地域課
- 刑事組織犯罪対策課
- 生活安全課

## 交番
- 要町交番（豊島区西池袋五丁目25番5号）
- 椎名町駅前交番（豊島区長崎一丁目1番23号） - 1982年長崎神社前派出所から改称。
- 千川交番（豊島区要町三丁目1番15号）
- 雑司が谷交番（豊島区南池袋四丁目25番3号）
- 千登世橋交番（豊島区雑司が谷三丁目6番3号）
- 東長崎駅前交番（豊島区南長崎五丁目33番11号）
- 南池袋交番（豊島区南池袋三丁目13番10号）
- 南長崎交番（豊島区南長崎三丁目2番1号）
- 目白駅前交番（豊島区目白三丁目3番1号）
- 駐在所はない。

## 地域安全センター
- 水道端地域安全センター（豊島区長崎五丁目21番11号） - 2007年4月1日に水道端交番から転換。
- 長崎地域安全センター（豊島区長崎二丁目21番3号） - 2007年4月1日に長崎交番から転換。

## 主な事件など
- 帝銀事件 - 1948年1月
- 長崎神社前派出所爆破未遂事件 - 1971年10月25日。長崎神社前派出所（当時）に共産主義突撃隊の手によりスポイト爆弾が仕掛けられたが、爆発前に発見・撤去された[2]。
- 立教大学助教授教え子殺害事件 - 1973年7月から9月
- 南長崎6丁目警察官殺害事件 - 1984年7月
- 目白通り沿い連続強姦事件 - 1996年7月から1998年7月。新宿区や豊島区の目白通り周辺界隈の主に1人暮らしの女性を狙った、韓国籍の男性による連続婦女暴行事件等。内訳は、約19～20件の強姦や強盗強姦、約40件の窃盗事件となる[3]。
- 池袋暴走事故 - 2019年4月
- 豊島区女性殺害遺棄事件 - 2020年9月